# Шарна (Пиј де Дом)
Шарна (фр. Charnat) насеље је и општина у централној Француској у региону Оверња, у департману Пиј де Дом која припада префектури Тјер.
По подацима из 2011. године у општини је живело 198 становника, а густина насељености је износила 36,53 становника/km². Општина се простире на површини од 5,42 km². Налази се на средњој надморској висини од 281 метар (максималној 309 m, а минималној 273 m).

## Демографија
| 1962. | 1968. | 1975. | 1982. | 1990. | 1999. | 2011. |
| ----- | ----- | ----- | ----- | ----- | ----- | ----- |
| 175   | 178   | 230   | 214   | 223   | 199   | 198   |

График промене броја становника у току последњих година